# Barry Kerzin
 (septembre 2024).
Barry Michael Kerzin (né le 1er novembre 1947) est un médecin américain et moine bouddhiste. Il vit à Dharamsala en Inde, depuis 1988 et est médecin personnel du 14e dalaï-lama et soigne les membres de la communauté locale. Depuis son ordination moine par le dalaï-lama en janvier 2003, il voyage, enseigne et propose des ateliers dans lesquels il allie l'enseignement bouddhiste et sa formation médicale. Il a participé à des recherches en neurosciences sur les effets de la méditation sur le cerveau.
Kerzin est professeur adjoint (2021-2022) à l'université de Hong Kong (HKU), professeur adjoint (à partir de 7/2020) à la faculté de médecine de l'université de Pittsburgh et ancien professeur adjoint de médecine à l'université de Washington. Il est fondateur et président de l'Altruism in Medicine Institute (AIMI) et fondateur et président du Human Values Institute (HVI) au Japon.

## Enfance et education
Kerzin est né à Hollywood, en Californie, à l'hôpital Good Samaritan, le jour de la Toussaint, le 1er novembre 1947,. Il dit : « À partir de là, tout s'est dégradé ! Lorsqu’il avait quatorze ans, deux livres lui vinrent mystérieusement. Un par D.T. Suzuki, Introduction to Zen Buddhism, et The Way of Zen par Alan Watts. Bien qu'il n'ait pas compris grand-chose, les deux livres ont changé quelque chose en lui. À partir de l'âge de six ans environ, il fut tourmenté par des questions : qui il était et pourquoi il était ici ; ils l'ont amené à rejoindre un club de philosophie au lycée et à s'orienter vers des études de philosophie à l'université ; il avait commencé comme étudiant en pré-médecine. Il avait voulu devenir médecin et a choisi de poursuivre ses études de médecine, car à l'âge de onze ans, il avait un abcès cérébral qui lui a causé des convulsions et est tombé dans le coma ; il a finalement été traité par un neurochirurgien avec quatre chirurgies cérébrales sur plusieurs années ; cette expérience l'a inspiré à devenir médecin afin de pouvoir aider les autres.
Kerzin a obtenu un BA en philosophie de l'université de Californie à Berkeley et en 1976, il a obtenu un doctorat en médecine de l'université de Californie du Sud,.

## Carrière
Kerzin a fait son internat au Ventura County Medical Center et a exercé la médecine familiale à Ojai, en Californie, pendant sept ans. Sa mère est morte quand il avait 27 ans et juste après avoir commencé à travailler à Ojai, sa femme a reçu un diagnostic de cancer de l'ovaire. Elle  est morte en 1983 et ils n'ont pas eu d'enfants.
Il a voyagé en Inde, au Sri Lanka et au Népal pendant près d'un an, visitant plusieurs monastères.
Il a ensuite obtenu un poste de professeur adjoint de médecine à la faculté de médecine de l'université de Washington de fin 1985 à début 1989,.
Au milieu des années 1980, B. Alan Wallace  et la  Dharma Friendship Foundation ont persuadé un lama de Dharamsala, Gen Lamrimpa, de venir à Seattle pendant deux ans, et Kerzin lui a servi de chauffeur. En 1988, Gen Lamrimpa  est retourné en Inde et Kerzin l'a accompagné, avec l'intention de prendre un congé de six mois de l'université de Washington. Il est resté à Dharamsala à la fin de son congé et a commencé à fournir des soins médicaux gratuits à la communauté locale, au dalaï-lama et à d'autres lamas tibétains,, . Il a également commencé à étudier intensivement le bouddhisme et la méditation, et 19 ans après avoir déménagé là-bas (au début des années 2000), il a été ordonné en février 2003 Bikkshu (moine bouddhiste) par le dalaï-lama, et prend désormais soin de lui en tant que médecin,. Tout au long de sa carrière, Kerzin a maintenu sa certification auprès de l'American Board of Family Medicine.

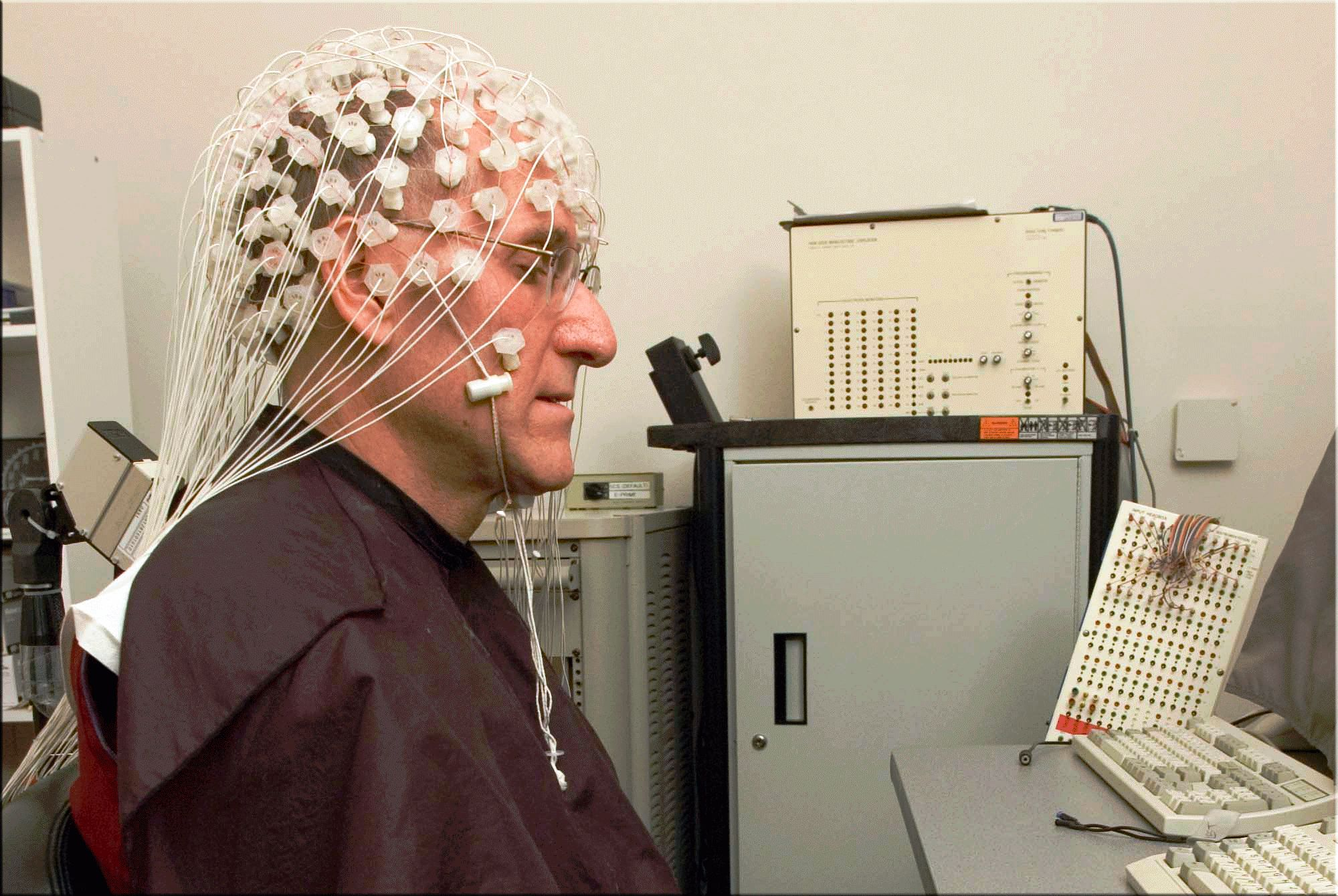
Kerzin médite avec l'EEG pour la recherche en neurosciences

Au milieu des années 2000, il a été chercheur en neurosciences sur les effets de la méditation sur le cerveau , dirigé par Richard J Davidson à l'université du Wisconsin ainsi qu'à l'université de Princeton.
Kerzin a fondé le Human Values Institute au Japon en 2010 et y enseigne régulièrement depuis 2007 ; il est président de l'organisation. L'institut publie des livres et des films pédagogiques, donne des conférences, dirige des ateliers et des retraites de méditation, organise un symposium annuel à Tokyo et dirige des pèlerinages sur l'île de Shikoku ; l'éducation se concentre sur une vie physique et émotionnelle saine et sur la gestion de la mort avec compassion. Il a enseigné le Sūtra du Cœur au temple Gokoku-ji à Tokyo peu après le séisme de 2011 de la côte Pacifique du Tōhoku.
En 2014, Kerzin a fondé l’Altruism in Medicine Institute (AIMI) aux États-Unis. L'un des articles écrits sur lui est The Dalai Lama's Doctor has a Message for Pittsburgh, et lors de sa visite en novembre 2019, Holiday Thoughts From The Dalai Lama's Physician. En 2019, Kerzin a dirigé le programme de deux jours Developing Altruistic Algorithms Based on Buddhist Philosophy for Artificial Intelligence (Développer des algorithmes altruistes basés sur la philosophie bouddhiste pour l'intelligence artificielle), organisé à DeepMind (une société du groupe Alphabet) à Londres, au Royaume-Uni. En 2020, il a publié le commentaire Beyond Empathy to Compassion en réponse à un article de George Gubernikoff, intitulé Empathy Revisited (JAMA).
En 2011, il a participé à un atelier d'une semaine organisé par des scientifiques de l'Institut Max-Planck de neurologie et des sciences cognitives à Leipzig, explorant le rôle de l'entraînement à la compassion dans le changement du comportement et des émotions humains. L'atelier a abouti à un film documentaire et à un livre multimédia auquel Kerzin a contribué deux chapitres.
Il a été professeur invité à l'Université centrale d'études tibétaines Varanasi, Inde en 2006. À l' Université de Hong Kong, il a été nommé « professeur invité de médecine » pour 2014 et 2015 et a été nommé professeur honoraire à l'université. Centre d'études bouddhistes en mars 2015 . Kerzin est membre du Mind and Life Institute, qui a été lancé en 1985 pour favoriser un dialogue entre les érudits bouddhistes et les scientifiques occidentaux,.
À l'occasion du déménagement du siège social de l'Altruism in Medicine Institute (AIMI) à Pittsburgh, en Pennsylvanie, le Dr Kerzin a reçu une proclamation du maire de Pittsburgh, M. William Peduto, honorant le travail du Dr Kerzin et de l'AIMI et déclarant le 19 novembre, 2021 comme « Journée de l'Institut de l'altruisme en médecine » à Pittsburgh. L'AIMI, sous la direction du Dr Kerzin, a participé activement à la mise en place d'un solide engagement communautaire avec le service de police de Pittsburgh, initié par le maire William Peduto, depuis 2018.
L'Altruism in Medicine Institute, sous les auspices du Dr Kerzin, travaille actuellement sur une application de compassion destinée aux professionnels de la santé.

## Travaux et activités
- Publications: Kerzin is the author of No Fear No Death: The Transformative Power of Compassion; Nāgārjuna’s Wisdom: A Practitioner’s Guide to the Middle Way; The Tibetan Buddhist Prescription for Happiness[22] (in Japanese); Mind and Matter: Dialogue between Two Nobel Laureates (in Japanese). Furthermore, Kerzin has written many chapters for books and done many interviews for radio and TV, in the US and abroad.
- TEDx Talks: He delivered a TEDx talk, on Happiness in 2010[23], in 2014 on Compassion and Anger Management[24], and in 2022 at TEDx Pittsburgh 'Time Capsule' on compassion and resilience.
- Documentaries: Kerzin was featured in the 2006 U.S. Public Broadcasting Service documentary entitled The New Medicine[25]. This TV documentary received a largely negative review in the Wall Street Journal[26], but a more positive one appeared in the New York Times[27].
- Featured in the March 2020 PBS Podcast under-told Stories "The Dalai Lama's Doctor"[28]
- Mind & Life Talk: 'Mind Matters - No Center, No Edge: Letting Go of a Fixed Identity' in June 2022
- 2022 - The Wellbeing Summit for Social Change (Bilbao): Inner Work & Wellbeing | Coming Home to Ourselves in June 2022
- 2022 - Compassion Lecture Series (Pittsburgh - USA), in cooperation with The Forbes Funds
- 2022 - Interview by the Well Being Project
- 2023 - Ethics Consultant for DeepMind Google, offering a presentation lecture, Pioneering AI Research with Kindness & Responsibility. Multiple meetings with the scientific teams, ethics teams, support staff, legal teams, and the CEO and Founder, Demis Hassabis. It was the second such ethics consultation. In April 2019 the lecture and discussion focused on embedding altruistic algorithms into general artificial intelligence.
- 2023 - Participated in the PSIBC - Pāli-Sanskrit Forum #01 on the theme of “Living An Awakened Life – Learning the Buddha’s Teachings from both the Pāli and Sanskrit Buddhist Texts”.
- 2023 - Keynote Speaker / Panellist for Panel Discussion on "Spiritual Consciousness and Contemplative Practices for Elevating Healthcare" at the AIIMS Conference in New Delhi.